# باد دربورغ
باد دربورغ (بالألمانية: Bad Driburg) هي بلدة ألمانية تقع في ألمانيا في هوكستر. يقدر عدد سكانها بـ 19,230 نسمة .

## المدن التوأمة
مدينة أويبيغاو-فارنبروك هي مدينة توأمة لـباد دربورغ.

## معرض صور

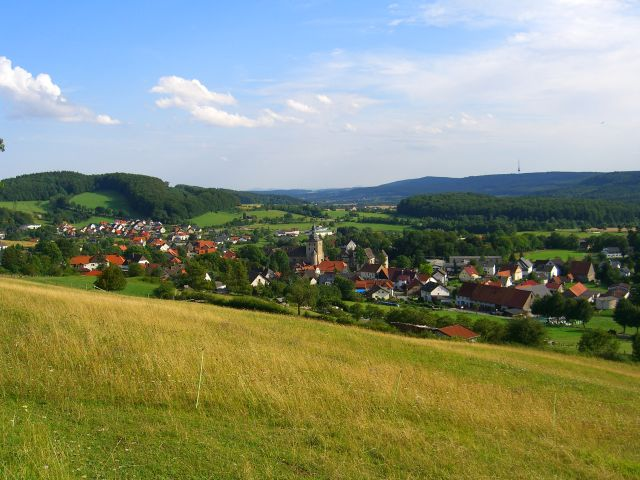
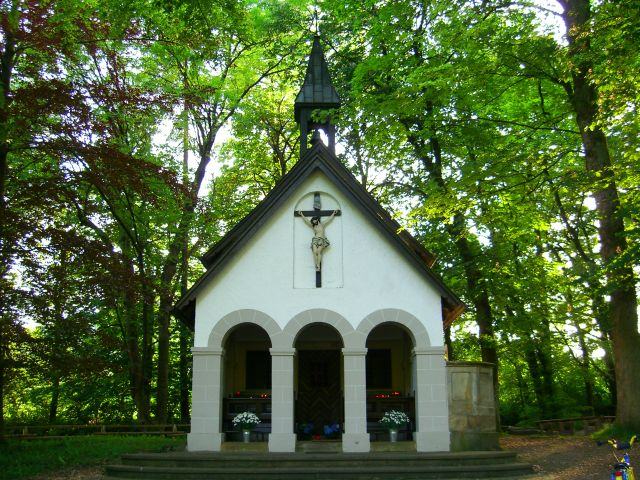
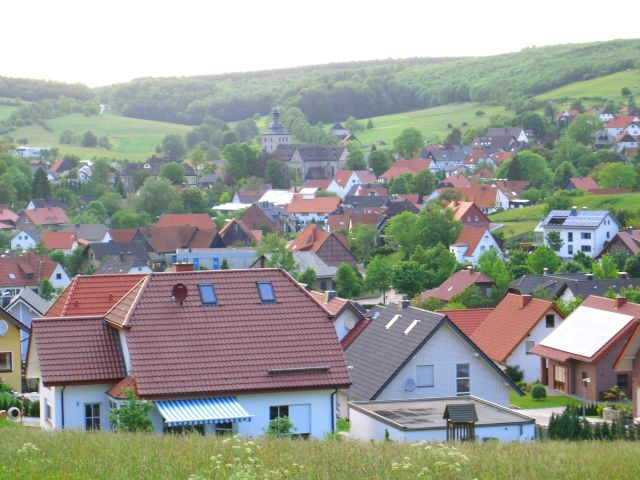
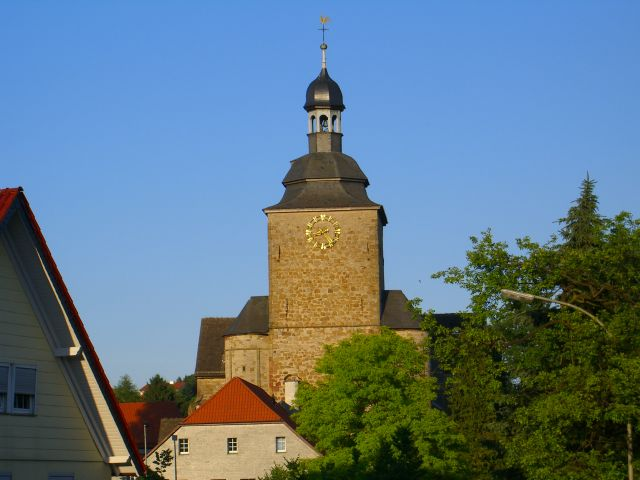

## أعلام
- ميشائيل بارينسين
- جبريل أناندا